# Горбунов, Пётр Максимович
Пётр Максимович Горбунов (1897—1937) — советский государственный деятель, председатель Мурманского окрисполкома (1932—1936).
Родился 17 июля 1897 г. в г. Надеждинск Екатеринбургской губернии в рабочей семье. Рано лишился отца, который погиб в результате несчастного случая, и с юных лет работал по найму.
Участник Гражданской войны. Член РКП(б) с 1920 года. В 1922—1923 гг. работал в Кузбассе.
В 1923 году приехал в Петроград, учился на рабфаке, потом в ЛЭТИ, но институт не окончил. Работал директором завода, председателем Выборгского райисполкома, заместителем председателя Ленгорисполкома.
В 1932—1936 гг. — председатель Мурманского окрисполкома. В 1933—1934 гг. одновременно председатель Мурманского горисполкома.
В 1935 г. награждён орденом Ленина за развитие рыбной промышленности и рыбного флота в Мурманске.
С конца 1936 г. работал управляющим трестом «Свирьлес».
Арестован 29.08.1937. Приговорен Военной коллегией Верховного суда СССР (выездная сессия в г. Ленинград) 29.11.1937, по ст. 58-7-8-11 УК РСФСР. Расстрелян 29.11.1937. Реабилитирован 10.03.1956.
Жена — Черняк, Матильда Иосифовна, председатель Фрунзенского райисполкома Ленинграда, сестра  Рузи Иосифовны Черняк. Дети: Пётр, Мира.